# Claves

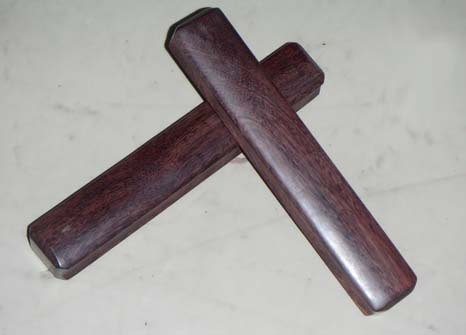
Ett par claves

Claves, clave eller musikpinnar är ett musikinstrument som består av två träpinnar, ofta tillverkade i mahogny, som slås i försiktiga rörelser mot varandra.

## Ursprung
Claves är ett av de mest ursprungliga av musikinstrumenten, som har förekommit i de flesta kulturer världen över. Den specialisering i utformning och användning som resulterat i dagens clave verkar emellertid vara ett rent kubanskt fenomen; i Havannas kreolkvarter har trästavarna getts särskilda dimensioner för att ljudkvaliteten ska bli rätt, och musikern har börjat använda sin kupade hand som resonanslåda för den ena staven, nu kallad "la hembra", som alltså ligger still, och slå rytmiska slag enbart med den andra staven, "el macho". Claves har även använts i ett flertal popband på 60-talet, bland annat av The Hollies.

## Benämningar
Det i svenskan inlånade spanska ordet för instrumentet, clave, är troligen i denna användning förknippat med sitt diminutiv clavija, vilket betecknade de smala, starka och smidiga tvärslåar som förband skeppens bordbrädor med varandra. Dessa användes ofta som instrument av skeppsbyggare, matroser, snickare och andra hamnarbetare.
Det verkar logiskt i ljuset av denna bakgrund att använda pluralformen "claves", eftersom det rör sig om två trästavar, i vissa fall fyra, och inte om en enda, men singularformen "clave" har ändå nått viss utbredning för att beteckna instrumentet i sin helhet.
Den rytm som spelas med instrumentet till exempelvis son, salsa och cha-cha-cha kallas clave.